# Philippine Welser

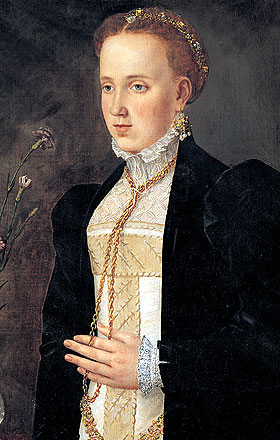
Philippine Welser, Porträt auf Schloss Ambras, Zuschreibung.

Philippine Welser (* 1527 in Augsburg; † 24. April 1580 auf Schloss Ambras, Innsbruck in Tirol) war eine Augsburger Patriziertochter und die Ehefrau von Erzherzog Ferdinand II., Landesfürst von Tirol aus dem Haus Habsburg.

## Leben

### Herkunft

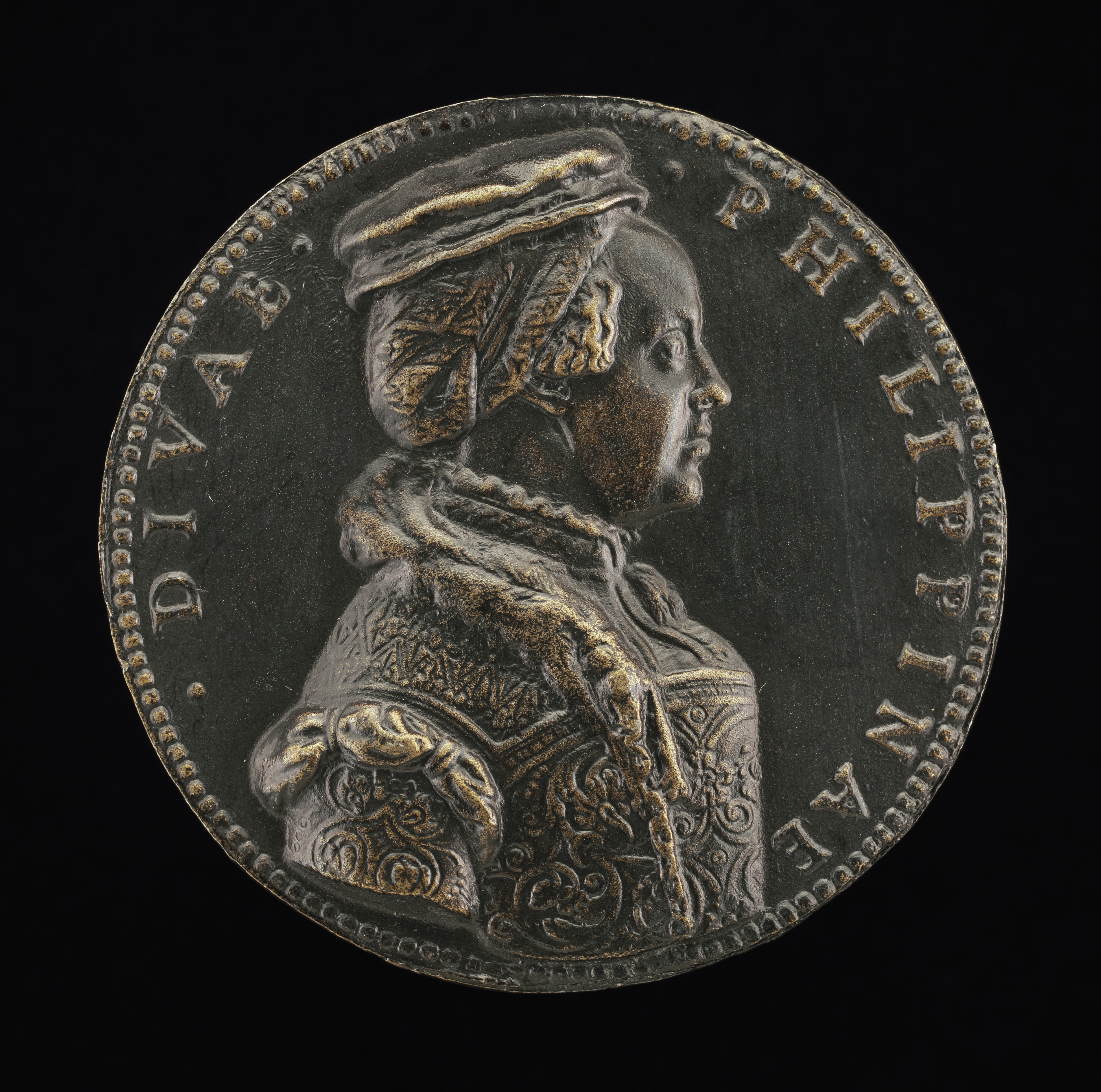
Medaille

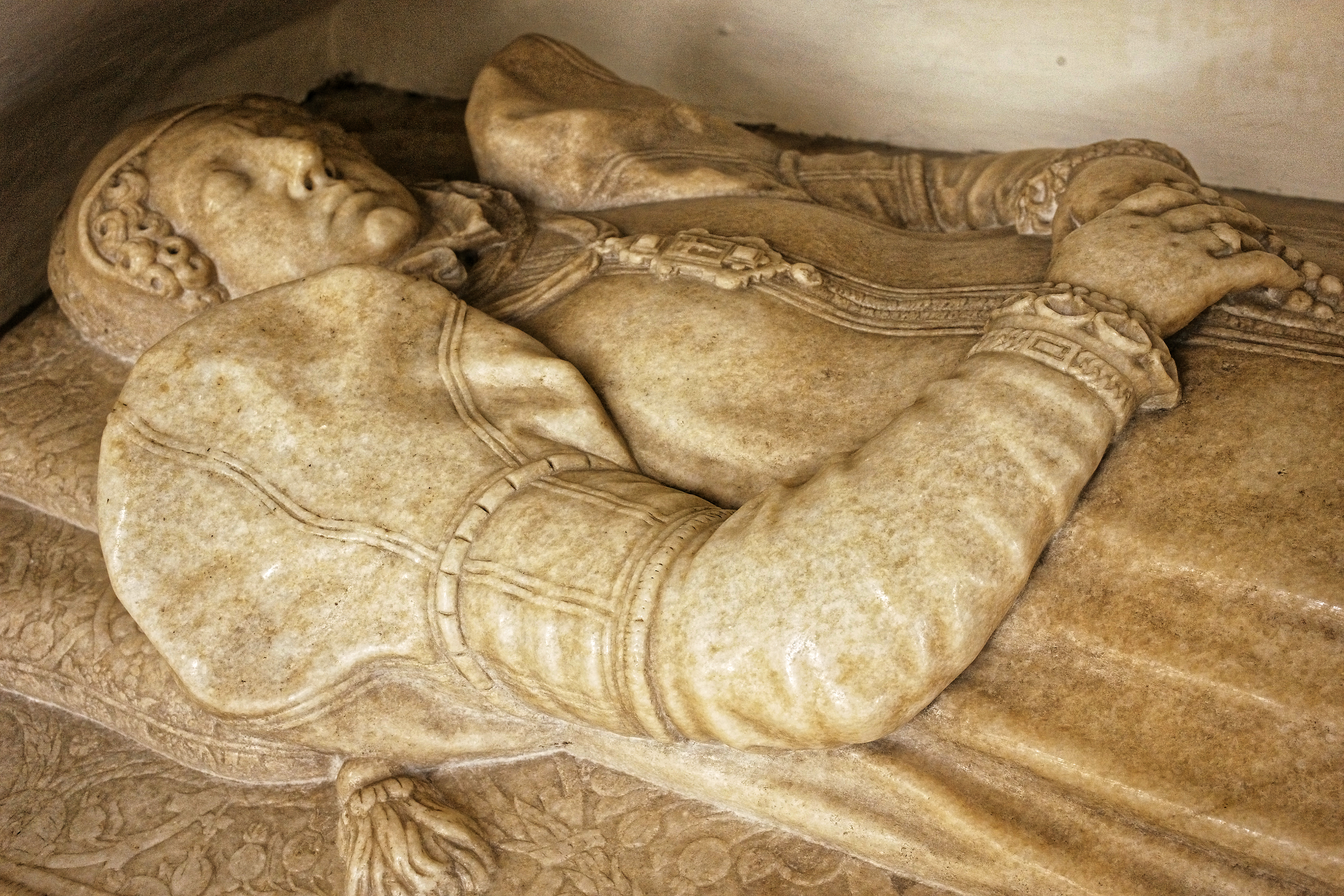
Grabstätte in der Innsbrucker Hofkirche

Philippine Welsers Vater war Franz (Friedrich) Welser (* 2. November 1497 in Augsburg; † 29. Oktober 1572 in Ravensburg), ein Augsburger Kaufmann und Patrizier. Ihre Mutter war Anna, Freiin von Zinnenburg (geb. Adler) (* 1507, † 5. Januar 1572 in Weiherburg/Innsbruck). Sie war die Nichte des Welthandelskaufmannes und Bankiers Bartholomäus V. Welser, wobei aufgrund der mangelhaften Quellenlage ihr Verhältnis zueinander offenbleibt. Die insgesamt lückenhaften Informationen über ihre Biografie (vor allem ihrer Jugend) führten bald nach ihrem Tod zur Ausbildung zahlreicher Mythen, wobei der älteste und bis heute hartnäckigste Mythos der von ihrer übergroßen Schönheit ist. 

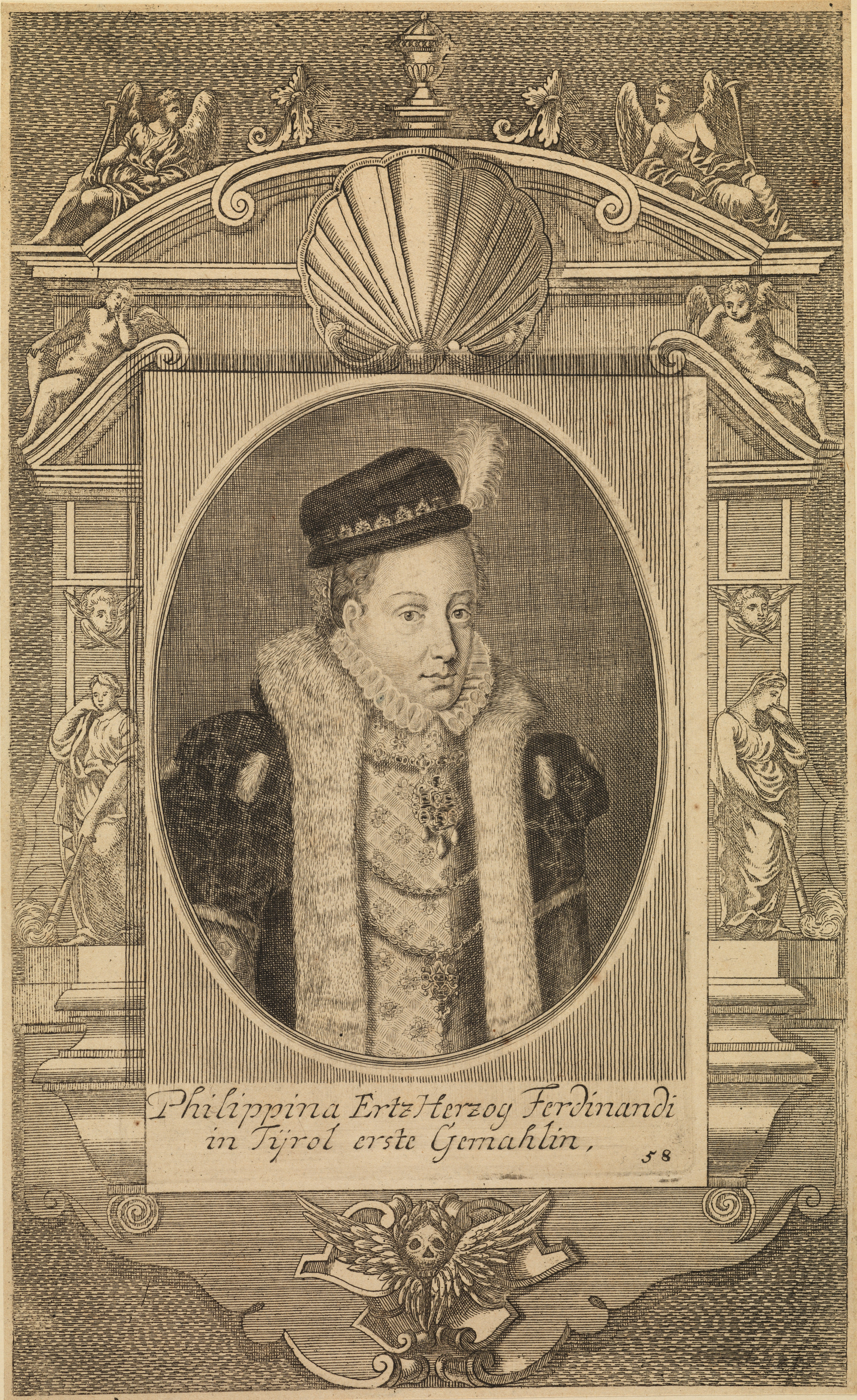
Philippine, Erzherzog Ferdinands von Tirol erste Gemahlin, Radierung

### Eheschließung
Der Kaisersohn Erzherzog Ferdinand II. von Habsburg, Landesfürst von Tirol, heiratete in aller Heimlichkeit die bürgerliche Philippine – da Fürstenhäuser Heiraten zur Festigung von Bündnissen nutzten und dieses auch bei Ferdinand II. so geplant war, ein nicht unerheblicher Vorgang. Einer urkundlichen Versicherung Ferdinands aus dem Jahre 1576 zufolge erfolgte die Eheschließung im Januar 1557. Der Zeitraum der Bekanntschaft ist nicht sicher. Die romantische Historiografie des 19. Jahrhunderts ging davon aus, dass die erste Begegnung im Zusammenhang mit dem Augsburger Reichstag von 1548 steht. Da Ferdinand dort keinen einzigen Akt bezeugt hat und auch in anderen Aufzeichnungen, die von anwesenden Personen angefertigt wurden, Ferdinand nicht genannt wird, ist es unwahrscheinlich, dass Ferdinand überhaupt dort war.
Das erste Mal sicher nachweisen kann man einen Kontakt zwischen Philippine und Ferdinand bei einer Faschingsbelustigung in Pilsen. Dort findet man sie gemeinsam auf einem Maskenball (inklusive eines spektakulären „Wasserballetts“) im Februar 1555. Ein Jahr später, am 12. Mai 1556 ist Ferdinand erstmals belegbar auf Schloss Bresnitz in Böhmen, als Catharina von Loxan (Lokšany), eine Tante von Philippine, einen Passbrief für ein Trieb Rinder erhielt. Sie wurde zu einer Vertrauten von Ferdinand, der damals Statthalter in Böhmen war, und war möglicherweise an dem Zusammenkommen der beiden beteiligt. Auch die allererste (dann allerdings frühere) Begegnung zwischen Philippine und Ferdinand könnte also hier auf Bresnitz stattgefunden haben. Jedenfalls wird Bresnitz zunächst zum Wohnsitz für Philippine, zum Schauplatz der geheimen Hochzeit und auch der Geburt ihres ersten Kindes, das sie von Ferdinand bekam.
Spätestens 1559 erfuhr Kaiser Ferdinand I. von der nicht standesgemäßen Ehe seines Sohnes, und es wurde ein Vergleich ausgearbeitet. Die Heirat musste geheim gehalten werden, eventuelle Kinder wurden von der habsburgischen Erbfolge ausgeschlossen, sollten aber durch den Ankauf von Herrschaften versorgt werden und das Habsburgische Wappen erhalten. Außerdem sollten sie, sowie auch Philippine, eine finanzielle Ausstattung erhalten. Der Kaiser wollte mit dieser Regelung seinen Unwillen ausdrücken und die daraus resultierenden Rechtsfolgen beschränken. Als Vater wollte er aber Verzeihung gewähren und Philippine mit ihren Kindern in seinen Schutz aufnehmen. Den Forderungen versuchte das Paar nach Möglichkeit zu entsprechen. So wurden zum Beispiel die Kinder Philippines offiziell als Findelkinder im Schloss aufgenommen. Die später auf Burg Pürglitz (Křivoklát) geborenen Zwillinge Maria und Philipp starben bereits als Säuglinge. Als die Eltern von Böhmen nach Tirol übersiedelten, wurden die Leichen heimlich mitgenommen und in der Innsbrucker Hofkirche bestattet. Ihre ramponierten Kindersärge wurden bei Restaurierungsarbeiten im Jahr 1897 zufällig entdeckt und die Skelette anschließend in einem Doppelsarg erneut beigesetzt.

### Späteres Leben
Ab 1576 war es mit der Heimlichkeit der Ehe vorbei. Der älteste Sohn Andreas sollte zum Kardinal erhoben werden, wofür ein Nachweis über die legitime Herkunft benötigt wurde. Zu diesem Zweck entband der Papst den Erzherzog Ferdinand von seinem Eid, welcher daraufhin, so gut es ging, den Nachweis erbrachte. Die Ehe wurde als glücklich eingestuft. Ihr Lieblingssitz Schloss Ambras wurde zu einem prächtigen Renaissanceschloss umgestaltet.  Sie ließ einen Kräutergarten anlegen, mischte Arzneimittel gemeinsam mit ihrem Leibarzt Georg Handsch und ihrem Apotheker Gorin Guaranta. Ein ihr gelegentlich zugeschriebenes „Arzneibuch“ für medizinische Laien stammt aus der Hand ihrer Mutter Anna Welser. Außerdem wurde Philippine lange Zeit ein Kochbuch über Gerichte ihrer Zeit zugeschrieben. Das Kochbuch wurde aber höchstwahrscheinlich ebenfalls von ihrer Mutter Anna in Auftrag gegeben und von mindestens drei verschiedenen Schreibern notiert. Zumindest Ergänzungen hat sie aber vorgenommen bzw. vornehmen lassen. Auch ihr Gebetbuch, mit vielen Zeichnungen, erhielt sich bis in die heutige Zeit.
Weiterhin setzte sie sich für die einfachen Leute ebenso wie für hilfesuchende Adelige ein, was durch viele an sie gerichtete Bittgesuche schriftlich überliefert ist. Dies und der Umstand, dass sie mit ihrer Medizin den Menschen in ihrer Umgebung zu helfen versuchte, hat sie höchstwahrscheinlich vor übler Nachrede wegen ihrer unstandesgemäßen Herkunft bewahrt. Ihr Mann überschrieb ihr mehrere Güter und beschenkte sie reichlich.  Sie erhielt die Titel Markgräfin zu Burgau, Landgräfin zu Nellenburg und Gräfin von Ober- und Niederhohenberg. Ab 1570 stellten sich erhebliche gesundheitliche Probleme ein. Am 24. April 1580 verstarb sie. Ihr Mann ordnete an, dass sie ein Grabmal aus weißem Marmor in der silbernen Kapelle der Innsbrucker Hofkirche erhielt. Weiterhin versorgte er ihre Diener zeitlebens und nahm sich auch der Armen an, die Philippine unterstützt hatte.

## Nachkommen
Philippine brachte zwei Söhne und dann Zwillinge, welche allerdings früh verstarben, zur Welt. Ihre Söhne Andreas von Österreich (* 15. Juni 1558 Schloss Bresnitz, Böhmen; † 12. November 1600 Rom, Italien), Bischof von Konstanz und Brixen, und Karl von Österreich (* 22. November 1560 Burg Pürglitz, Böhmen; † 31. Oktober 1618 Überlingen, Deutschland), kaiserlicher General in Ungarn, wurden zu Markgrafen von Burgau (damals Teil von Vorderösterreich) erhoben.

## Werke
- Das Kochbuch der Philippine Welser. (De re coquinaria) Handschrift um 1543/44, Schloss Ambras Innsbruck. Inv.-Nr. PA 1473 (Zuschreibung)
- Das Arzneimittelbuch der Philippine Welser. (Koch- und Arzneimittelbuch) Handschrift ca. 1560–1570, Schloss Ambras Innsbruck. Inv.-Nr. PA 1474 (Zuschreibung)

### Leben
- Gunter Bakay: Philippine Welser. Eine geheimnisvolle Frau und ihre Zeit. 1. Auflage. Haymon-Verlag, Innsbruck 2013, ISBN 978-3-85218-763-1.
- Eduard Widmoser: Philippine Welser (1527–1580). In: Götz Frhr. von Pölnitz (Hrsg.): Lebensbilder aus dem Bayerischen Schwaben (= Veröffentlichungen der Schwäbischen Forschungsgemeinschaft bei der Kommission für Bayerische Landesgeschichte. 3; Lebensbilder aus dem bayerischen Schwaben. 2). Band 2, Hueber, München 1953, S. 227–245.
- Constantin von Wurzbach: Welser, Philippine. In: Biographisches Lexikon des Kaiserthums Oesterreich. 54. Theil. Kaiserlich-königliche Hof- und Staatsdruckerei, Wien 1886, S. 236–241 (Digitalisat).
- Wendelin Boeheim: Philippine Welser – Eine Schilderung ihres Lebens und ihres Charakters. Verlag des Museum Ferdinandeum, Innsbruck o. J. (um 1893).
- Josef Hirn: Erzherzog Ferdinand II. von Tirol. Geschichte seiner Regierung und seiner Länder. 2 Bände. Wagner, Innsbruck 1885–1888.
- Paul Lindenberg: Das Denkmal der deutschen Frauen. Schumann, Essen 1927 (über Philippine Welser, S. 50–56).
- Philippine Welser & Anna Caterina Gonzaga, die Gemahlinnen Erzherzog Ferdinands II. Schloß Ambras Innsbruck, 24. Juni bis 31. Oktober 1998. Kunsthistorisches Museum Wien, Sammlungen Schloß Ambras, Wien 1998, ISBN 3-900325-86-6.

### Heilkunst
- Sigrid-Maria Größing: Kaufmannstochter im Kaiserhaus. Philippine Welser und ihre Heilkunst. Kremayr und Scheriau, [Wien] 1992, ISBN 3-218-00531-0.
- Sigrid-Maria Größing: Die Heilkunst der Philippine Welser. Außenseiterin im Hause Habsburg. Sankt-Ulrich-Verlag, Augsburg 1998, ISBN 3-929246-28-7.
- Karl Beer: Philippine Welser als Freundin der Heilkunst. In: Gesnerus. Bd. 7 (1950), S. 80–86.

### Kochkunst
- Manfred Lemmer (Hrsg.): Das Kochbuch der Philippine Welser. Pinguin-Verlag, Innsbruck 1983 (Lizenzausgabe der Edition Leipzig) ISBN 3-7016-2122-5 – Faksimile des Originalwerkes „De re coquinaria“ mit Kommentar, Transkription und Glossar von Gerold Hayer

### Romane über Philippine Welser
- Adelbert Heinrich Graf von Baudissin: Philippine Welser oder vor dreihundert Jahren. Historischer Roman. 3 Bde., Rümpler, Hannover 1864.
- Johann Baptist Durach: Philippe Welserinn. Eine Geschichte aus dem sechszehnten Jahrhunderte. Verlag der Akademischen Kunst- und Buchhandlung, Berlin 1797.
- George Ludwig Hesekiel: Lux et umbra. Ein großer Liebeshandel im sechszehnten Jahrhundert. Aus den hinterlassenen Schriften des Magisters Nicolaus Longinus und anderen zuverlässigen Mittheilungen herausgegeben. 3 Bde., Janke, Berlin 1861.
- Moritz Richter: Philippine Welser. Historische Erzählung. Abel, Leipzig 1830.
- Fanny Wibmer-Pedit: Die Welserin. Roman. Tyrolia, Innsbruck 1940.
- Oskar Wildenburg: Philippine Welser, die schöne Augsburgerin oder die eiserne Garderobe des Mittelalters. Historische Erzählung. G. A. Hoffmann, Nürnberg (Digitalisat).
- Heinrich Zerkaulen: Die heimliche Fürstin. Roman. Herder, Freiburg i.Br. 1933.
- Brigitte Riebe: Die schöne Philippine Welserin. Historischer Kriminalroman. Gmeiner, Meßkirch 2013, ISBN 978-3-8392-1351-3.
- Jeannine Meighörner: Die Wolkenbraut. Das Leben der Philippine Welser. Ein historischer Roman. Haymon, Innsbruck 2013, ISBN 978-3-85218-939-0.